# Minglanilla (Cuenca)
Minglanilla è un comune spagnolo di 2 367 abitanti situato nella comunità autonoma di Castiglia-La Mancia.